# Salò
Salò là một đô thị ở tỉnh Brescia trong vùng Lombardia (Ý). Salò là thành phố lớn nhất ở phía Tây hồ Garda.
Đô thị này có các làng sau: Barbarano, Campoverde, Renzano, Villa, Cunettone, Serniga.
Thành phố này giáp với các đô thị sau: Gardone Riviera, Gavardo, Puegnago sul Garda, Roè Volciano, San Felice del Benaco, Torri del Benaco (VR), Vobarno.

Salò có một đường đi dạo dài dọc theo bờ hồ.

## Hình ảnh

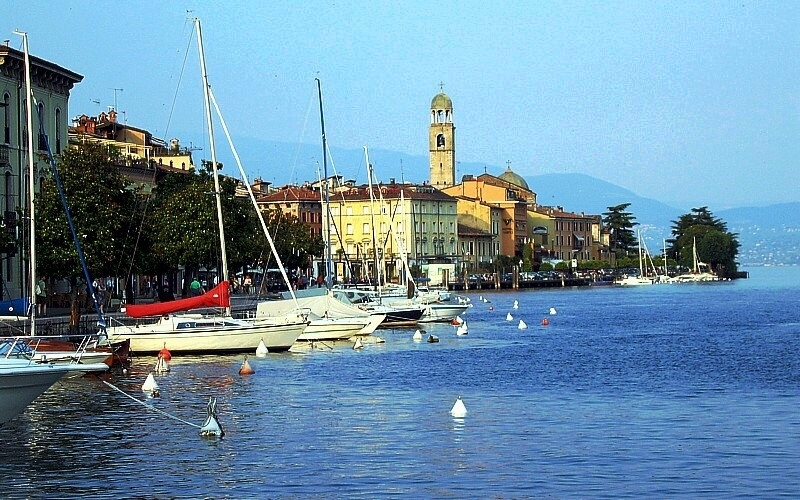
Bến tàu Salò
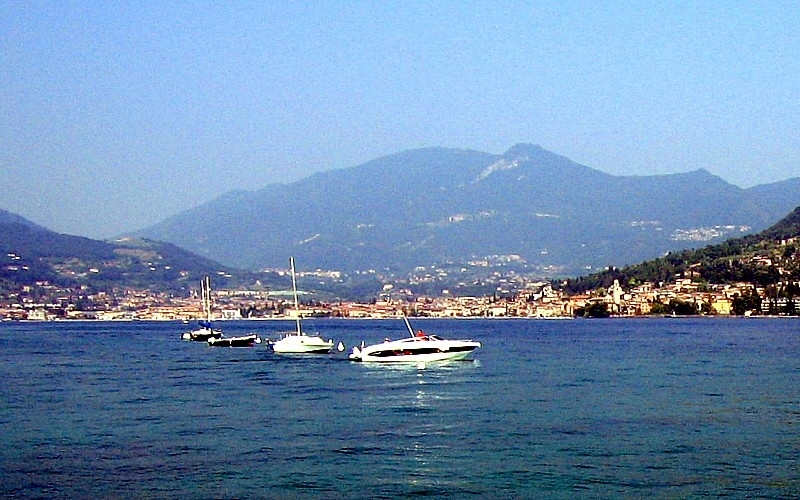
Vịnh Salò
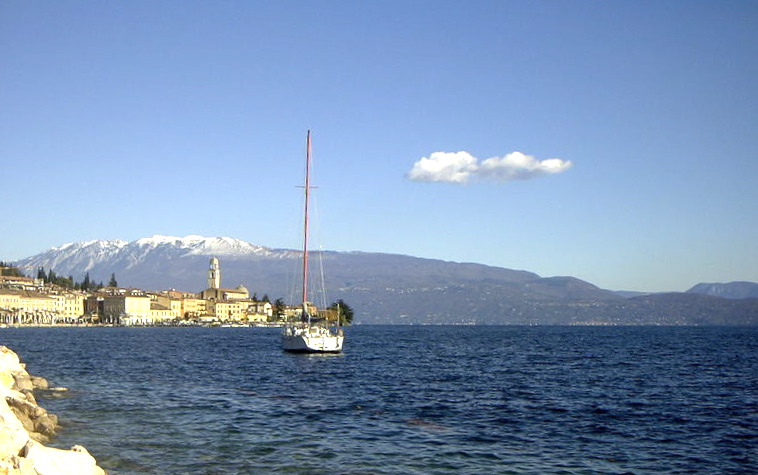
Nhìn tới ngọn núi Monte Baldo